# Ruby Gillman, adolescenta kraken
Ruby Gillman, adolescenta kraken (titlu original: în engleză Ruby Gillman, Teenage Kraken) este un film de animație din 2023 produs de DreamWorks Animation și distribuit de Universal Pictures. Este regizat de Kirk DeMicco.